# Kontrollstyrelsen
Kontrollstyrelsen var ett ämbetsverk som existerade mellan 1909 och 1970. Det hade tillsyn över "de accisspliktiga näringarna" (de som betalade tillverknings- och omsättningsskatter). Med Brattsystemets införande 1919 blev det ansvarigt för alkohollagstiftningens tillämpning, särskilt systembolagens verksamhet. Ämbetsverket upphörde den 31 december 1970. Dess arbetsärenden uppgick den 1 januari 1971 upp i det nybildade Riksskatteverket.

## Chefer

### Överdirektörer
- 1909–1914: Knut Lindeberg
- 1914–1923: Fredrik Zethelius
- 1923–1935: Carl Svensson
- 1925–1926: Einar Thulin (tillförordnad)
- 1933–1935: Sam Larsson (tillförordnad)
- 1935–1945: Alfred Kollberg
- 1945–1951: Sven Almgren
- 1951–1954: Harry Älmeby
- 1954–1959: Elof Cardelius

### Generaldirektör
- 1959–1970: Elof Cardelius